# 着色龙胆
着色龙胆（学名：Gentiana picta）为龙胆科龙胆属的植物，是中国的特有植物。分布在中国大陆的四川、云南等地，生长于海拔2,400米至3,000米的地区，见于河滩或山坡草地，目前尚未由人工引种栽培。